# Graf Cadolt
Cadolt war ein fränkischer Grundherr oder Graf und lebte im 8. Jahrhundert. Sein Vermögen muss sehr umfangreich gewesen sein. Er gründete in der 2. Hälfte des 8. Jahrhunderts das Kloster Herrieden. Es wurde von Fulda aus besiedelt. Der erste Abt des Klosters war Deocar.  Mit der Zustimmung Karls des Großen schenkte Cadolt vermutlich 782 den Ort Binzwangen (Colmberg) diesem neu gegründeten Kloster. Herrieden lag damals im Sualafeldgau und war in Cadolts Besitz. Möglicherweise gehen folgende Ortsnamen auf Cadolt zurück:
- Cadolzburg, Ort im Landkreis Fürth
- Cadolzhofen, Ortsteil der Gemeinde Windelsbach